# Přepadení vysílačky v Gliwicích

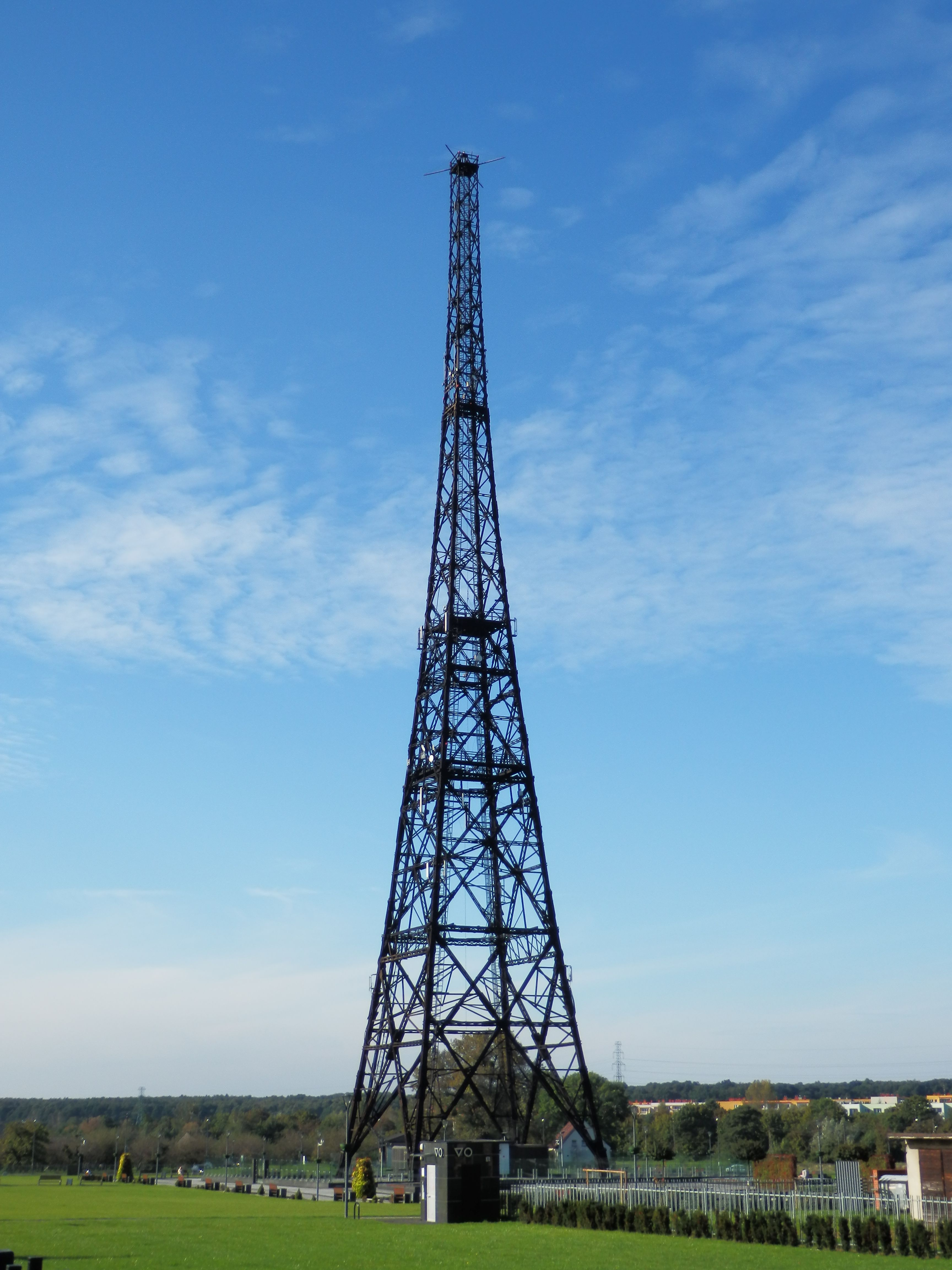
Glivická radiová věž je v dnešní době nejvyšší dřevěná stavba Evropy

Poloha Gliwic na mapě současného Polska

Přepadení vysílačky v Gliwicích (tehdy město Gleiwitz v Horním Slezsku, které patřilo Německu) byla operace pod falešnou vlajkou, která měla doložit polskou agresi vůči Německu a před světem ospravedlnit útok na Polsko.
Akci provedla 31. srpna 1939 speciální skupina příslušníků SS převlečených do polských uniforem. Šlo o součást širší operace s označením Himmler. Skupinu vedl příslušník Waffen SS Alfred Naujocks. Poté útočníci vysílali rádiem výzvu v polštině k boji proti Němcům. Na místě přepadení zanechali těla zastřelených vězňů z koncentračního tábora Dachau, převlečená do polských uniforem.
Přepadení bylo zorganizováno Reinhardem Heydrichem a Heinrichem Müllerem, velitelem gestapa. Aby celá akce vypadala důvěryhodněji, byl na vysílací stanici přivezen Franciszek Honiok, Němec, který pomáhal polským lidem a byl den před tím zatčen gestapem. Byl přinucen převléci se tak, aby vypadal jako Polák. Poté byl usmrcen injekcí a postřelen tak, aby to vypadalo, že padl v boji.
Celá akce měla vyvolat dojem, že následující útok na Polsko je odvetou za toto přepadení a že tudíž Německo není agresorem (tzv. operace pod falešnou vlajkou).
1. září 1939 Německo spustilo operaci Fall Weiss, čímž iniciovalo vypuknutí druhé světové války. Tentýž den v projevu v Reichstagu, připomněl Adolf Hitler 21 předchozích pohraničních incidentů, z nichž tři nazval „velmi vážnými“, jako ospravedlnění pro německou „defenzivní“ reakci proti Polsku. Jen několik dní předtím, 22. srpna, řekl svým generálům: „Zabezpečím propagandistický casus belli. Na jeho důvěryhodnosti nezáleží. Vítěz nebude tázán, zda říkal pravdu.“